# Margon (Eure-et-Loir)
Margon település Franciaországban, Eure-et-Loir megyében. Lakosainak száma 1165 fő (2018. január 1.). Margon Condeau és Sablons-sur-Huisne községekkel határos.

## Népesség
A település népességének változása:
| Lakosok száma | 1265 | 1202 | 1209 | 1169 | 1165 |
|               | 2013 | 2015 | 2016 | 2017 | 2018 |